# Țovî, Șîșakî
Țovî (în ucraineană Цьови) este un sat în comuna Velîka Buzova din raionul Șîșakî, regiunea Poltava, Ucraina.

## Demografie
Componența lingvistică a localității Țovî
     Ucraineană (97,56%)
     Rusă (2,44%)
Conform recensământului din 2001, majoritatea populației localității Țovî era vorbitoare de ucraineană (97,56%), existând în minoritate și vorbitori de rusă (2,44%).